# Постанова ЦК ВКП про перебудову літературно-художніх організацій
Постанова ЦК ВКП про перебудову літературно-художніх організацій від 23 квітня 1932 року — історичний документ політики Комуністичної партії Радянського Союзу в області мистецтва, який мав наслідком структурну перебудову мистецьких осередків СРСР.
Відмітивши кількісний і якісний ріст літератури, коли «…був наявним ще значний вплив чужих елементів, що особливо оживилися, що оживилися в перші роки непу», ЦК ВКП (б) вказав, що у нових умовах, «коли встигли вже вирости кадри пролетарської літератури й мистецтва, рамки існуючих літературно-художніх організацій (ВОАПП, РАПП, РАПМ та ін.) становляться вже вузькими й гальмують серйозний розмах художньої творчості». Вбачаючи небезпеку «перетворення цих організацій із засобу найбільшої мобілізації радянських письменників і художників навколо соціалістичного будівництва в засіб культивування гурткової замкнутості, відриву від політичних завдань сучасності й від значних груп письменників і художників, що співчувають соціалістичному будівництву» ЦК ВКП постановив:
|  | - Ліквідувати асоціацію пролетарських письменників (ВОАПП, РАПП) - Об'єднати всіх письменників, що підтримують платформу радянської влади і прагнуть брати участь у соціалістичному будівництві в єдину Спілку радянських письменників із комуністичною фракцією в ньому - Провести аналогічні зміни по лінії інших видів мистецтв |

В радянські часи цей документ розглядався як такий, що «відкрив широкі шляхи» подальшому розвитку радянського мистецтва.

## Джерело
Энциклопедический музыкальный словарь :  [рос.] / сост. Б. С. Штейнпресс, И. М. Ямпольский. — М. : Советская энциклопедия, 1966. — 632 с.